# Dejan Matić

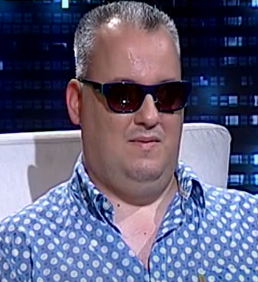
Dejan Matić

Dejan Matić (* 26. April 1978 in Drvar, SFR Jugoslawien, heute Bosnien und Herzegowina) ist ein bosnisch-serbischer Sänger, dessen Werke im Genre des Turbo-Folks und der "Narodna Muzika" (Volksmusik aus dem ehemaligen Jugoslawien) wiederzufinden sind. Sein Zwillingsbruder Saša Matić ist ebenfalls ein sehr bekannter Sänger. Weil Matić als Frühgeburt zur Welt kam und wenige Tage nach seiner Geburt erblindete, trägt er in allen Musikvideos und auf Konzerten eine schwarze Brille, welche sein Markenzeichen geworden ist.

## Leben
Im bosnischen Drvar nahe Bihać geboren, zog Matić sehr früh mit seiner Familie in die serbische Hauptstadt Belgrad. Dort besuchte er mit seinem Zwillingsbruder eine Musikschule und lernte dort das Piano spielen, welches ihn bis heute in seinen Liedern begleitet. Er schloss seine schulische Laufbahn in Zemun ab.
2012 heiratete er Jelena Ristić, mit der er 2 Kinder hat. Die Familie hat zwei Wohnsitze, in Wien und in Belgrad.

## Karriere
Sein erstes Lied Zaigraj nahm Dejan Matić 2002 auf. Kurz darauf veröffentlichte er ein gleichnamiges Album. Einem größeren Publikum wurde er allerdings 2006 mit dem Lied Niko i neko bekannt, welches ein großer Erfolg wurde und heute noch in Nachtclubs der Region sehr gefragt ist.
Zu seinen größten Hits gehören heute Lieder wie Niko i neko, Dozvola za ljubav und Sledeća.
Er zählt zu den erfolgreichsten Sängern seiner Generation und gibt auch in Ländern wie Deutschland, Österreich oder der Schweiz regelmäßig Konzerte.

## Diskografie

### Alben
- 2002: Zaigraj
- 2004: Željo moja
- 2009: Sinonim za ljubav
- 2010: Dala si mi svega osim ljubavi
- 2013: 100 života
- 2015: Dejan Matić

### Kompilationen
- 2016: Best Of

### Singles (Auswahl)
- 2004: Burma
- 2004: Željo moja
- 2004: Zaviri U Moje Srce
- 2006: Niko I Neko
- 2008: Muzika (mit Stoja)
- 2009: Dozvola Za Ljubav
- 2009: Grešnica I Vila
- 2010: Oženjen Sam
- 2012: Čili (mit Milica Pavlović)
- 2013: Ona Je Moja
- 2013: Sledeća
- 2013: Tople Noći Vreli Dani
- 2013: Bitanga I Dama
- 2013: Lutka
- 2017: Deficit
- 2019: Gde Ste Sada Prijatelji
- 2022: Ne dam da nemam te (mit Milica Todorović)